# Nuneaton (circonscription britannique)
Circonscription parlementaire de la Chambre des communes
La circonscription de Nuneaton est une circonscription électorale anglaise située dans le Warwickshire et représentée à la Chambre des communes du Parlement britannique.

## Géographie
La circonscription comprend :
- La ville de Nuneaton
- Les quartiers de Horeston Grange et Chilvers Coton
- Les villages et paroisses civiles de Furnace End, Devitts Green, Old Arley, Ansley, Ansley Common, Weddington, Bermuda, Whitestone, Caldecote, Hartshill et Over Whitacre

## Députés
Les Members of Parliament (MPs) de la circonscription sont :
| Législature                          | Années       | Député            | Député                 | Parti        |
| ------------------------------------ | ------------ | ----------------- | ---------------------- | ------------ |
| Nuneaton issue de North Warwickshire |              |                   |                        |              |
| 23e                                  | 1885–1886    |                   | Jasper Wilson Johns    | Libéral      |
| 24e                                  | 1886–1887    |                   | John Stratford Dugdale | Conservateur |
| 25e                                  | 1892–1895    | Francis Newdegate |                        | Conservateur |
| 26e                                  | 1895–1900    | Francis Newdegate |                        | Conservateur |
| 27e                                  | 1900–1906    | Francis Newdegate |                        | Conservateur |
| 28e                                  | 1906–1909    |                   | William Johnson        | Libéral      |
| 28e                                  | 1909-1910    |                   | William Johnson        | Travailliste |
| 29e                                  | 1910–1910    |                   | William Johnson        | Travailliste |
| 30e                                  | 1910–1914    |                   | William Johnson        | Travailliste |
| 30e                                  | 1914-1918    |                   | William Johnson        | Libéral      |
| 31e                                  | 1918–1922    |                   | Henry Maddocks         | Conservateur |
| 32e                                  | 1922–1923    |                   | Henry Maddocks         | Conservateur |
| 33e                                  | 1923–1924    |                   | Herbert Willison       | Libéral      |
| 34e                                  | 1924–1929    |                   | Arthur Hope            | Conservateur |
| 35e                                  | 1929–1931    |                   | Francis Smith          | Travailliste |
| 36e                                  | 1931–1935    |                   | Edward North           | Conservateur |
| 37e                                  | 1935–1942    |                   | Reginald Fletcher      | Travailliste |
| 37e                                  | 1942-1945    | Frank Bowles      |                        | Travailliste |
| 38e                                  | 1945–1950    | Frank Bowles      |                        | Travailliste |
| 39e                                  | 1950–1951    | Frank Bowles      |                        | Travailliste |
| 40e                                  | 1951–1955    | Frank Bowles      |                        | Travailliste |
| 41e                                  | 1955–1959    | Frank Bowles      |                        | Travailliste |
| 42e                                  | 1959–1964    | Frank Bowles      |                        | Travailliste |
| 43e                                  | 1964–1965    | Frank Bowles      |                        | Travailliste |
| 43e                                  | 1965-1966    | Frank Cousins     |                        | Travailliste |
| 44e                                  | 1966–1967    | Frank Cousins     |                        | Travailliste |
| 44e                                  | 1967-1970    | Les Huckfield     |                        | Travailliste |
| 45e                                  | 1970–1974    | Les Huckfield     |                        | Travailliste |
| 46e                                  | 1974–1974    | Les Huckfield     |                        | Travailliste |
| 47e                                  | 1974–1979    | Les Huckfield     |                        | Travailliste |
| 48e                                  | 1979–1983    | Les Huckfield     |                        | Travailliste |
| 49e                                  | 1983–1987    |                   | Lewis Stevens          | Conservateur |
| 50e                                  | 1987–1992    |                   | Lewis Stevens          | Conservateur |
| 51e                                  | 1992–1997    |                   | Bill Olner             | Travailliste |
| 52e                                  | 1997–2001    |                   | Bill Olner             | Travailliste |
| 53e                                  | 2001–2005    |                   | Bill Olner             | Travailliste |
| 54e                                  | 2005–2010    |                   | Bill Olner             | Travailliste |
| 55e                                  | 2010–2015    |                   | Marcus Jones           | Conservateur |
| 56e                                  | 2015–2017    |                   | Marcus Jones           | Conservateur |
| 57e                                  | 2017–2019    |                   | Marcus Jones           | Conservateur |
| 58e                                  | 2019–Présent |                   | Marcus Jones           | Conservateur |

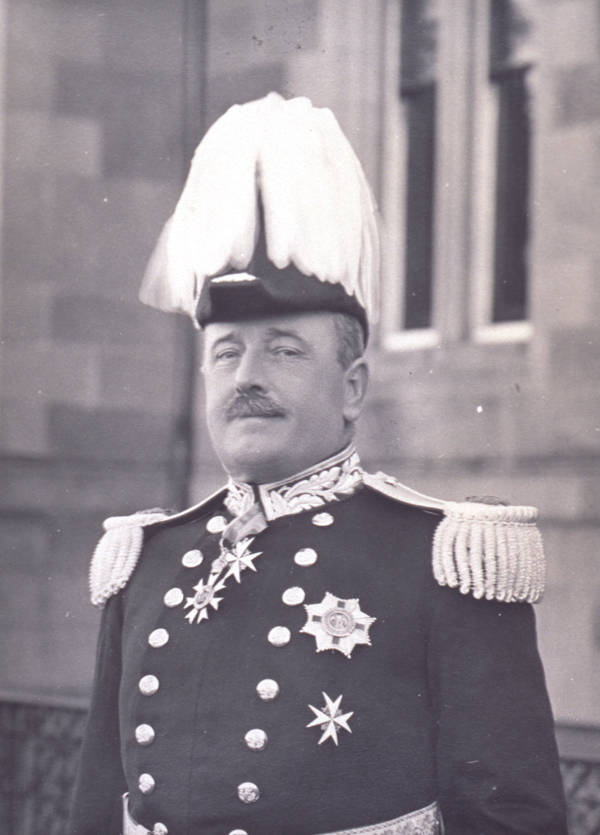
Francis Newdigate (1892-1906)
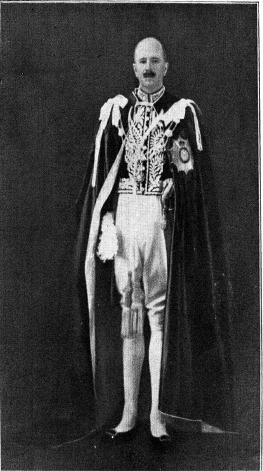
Arthur Hope (1924-1929)
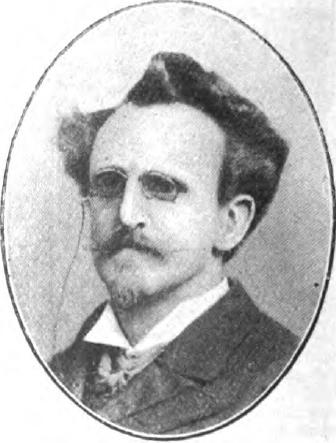
Frank Smith (1929-1931)
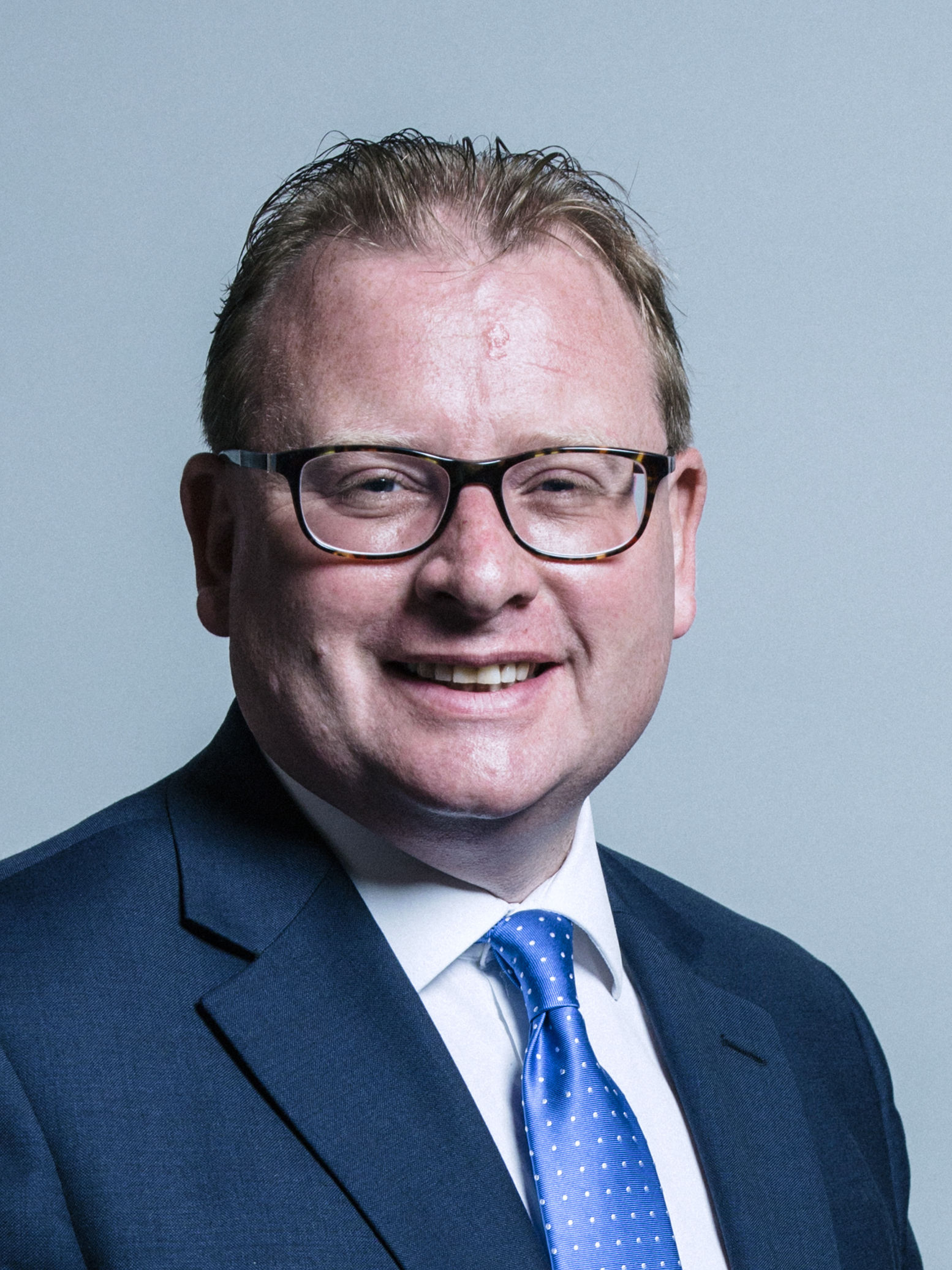
Marcus Jones (2010-Présent)